# لومه دشت
لومه وشت، روستایی از توابع بخش اسالم شهرستان طوالش در استان گیلان ایران است.این روستا جزو دهستان ییلاقی گیلانده اسالم است.

## جمعیت
این روستا در دهستان گیلانده اسالم قرار دارد و براساس سرشماری مرکز آمار ایران در سال ۱۳۸۵، جمعیت آن،۳۰۰خانوار بوده‌است.